# Profronde van Friesland 2007
Il Profronde van Friesland 2007, quarta edizione della corsa, valido come evento dell'UCI Europe Tour 2007 categoria 1.1, si svolse il 27 giugno 2007 su un percorso di 209 km. Fu vinto dall'olandese Maarten den Bakker, che terminò la gara in 4h 37' 02" alla media di 45,265 km/h.
Alla partenza erano presenti 100 ciclisti, dei quali 47 portarono a termine il percorso.

## Ordine d'arrivo (Top 10)
| Pos. | Corridore          | Squadra      | Tempo    |
| ---- | ------------------ | ------------ | -------- |
| 1    | Maarten den Bakker | Skil-Shimano | 4h37'02" |
| 2    | Roy Curvers        | Time         | a 7"     |
| 3    | Arne Hassink       | Ubbink       | s.t.     |
| 4    | Aart Vierhouten    | Skil-Shimano | s.t.     |
| 5    | Robert Gesink      | Rabobank     | a 12"    |
| 6    | Stefan van Dijk    | Wiesenhof    | a 27"    |
| 7    | Mathew Hayman      | Rabobank     | a 31"    |
| 8    | Léon van Bon       | Rabobank     | a 39"    |
| 9    | Jos Harms          | Jo Piels     | s.t.     |
| 10   | Eelke van der Wal  | P3 Transfer  | s.t.     |